# Theo Duquesnoy
Theodor (Theo) Duquesnoy (25 januari 1942 – Amsterdam, 25 juli 1994) was een Nederlandse vertaler van Duitstalige boeken. Duquesnoy vertaalde onder andere werken van Elias Canetti, Stefan Zweig, Rainer Maria Rilke en Friedrich Dürrenmatt. Hij was daarnaast secretaris en mederedacteur van het literaire tijdschrift De Gids. Duquesnoy stierf na een slepende ziekte en ligt begraven in Amsterdam.

## Werken vertaald door Duquesnoy
- Stemmen van Marrakesh (1969) (Die Stimmen von Marrakesch - Elias Canetti, 1968)
- Het andere proces: Kafka’s brieven aan Felice (1971) (Der andere Prozess - Elias Canetti, 1969)
- Wat de mens betreft: aantekeningen 1942-1972 (Die Provinz des Menschen: Aufzeichnungen 1942 - 1972 - Elias Canetti)
- Fabuleuze vertellingen (1977) (Fabulierbuch - Hermann Hesse, 1935)
- De behouden tong (1978) (Die gerettete Zunge - Elias Canetti, 1977)
- Marlene's zuster (1980) (Marlenes Schwester - Botho Strauss, 1975)
- De fakkel in het oor (Die Fackel im Ohr: Lebensgeschichte 1921-1931 - Elias Canetti, 1980)
- Het geweten in woorden (1984) (Das Gewissen der Worte - Elias Canetti)
- Brieven: aan een jonge dichter (1985) (Briefe an einen jungen Dichter, 1929 - Rainer Maria Rilke, 1946)
- Het ogenspel. Mijn levensgeschiedenis 1931-1937 (1986) (Das Augenspiel: Lebensgeschihte 1931-1937 - Elias Canetti, 1985)
- Opdracht (1986) (Die Widmung - Botho Strauss, 1977)
- De parabel van de blinden (1986) (Der Blindensturz: Erzählung - Gert Hofmann, 1985)
- Brieven aan een jonge vrouw (1988) (Briefe an eine junge Frau - Rainer Maria Rilke)
- Het geheime hart van het uurwerk: aantekeningen 1973-1985 (1988) (Das Geheimherz der Uhr: Aufzeichnungen, 1973-1985 - Elias Canetti, 1987)
- De rechter en zijn beul (1988) (Der Richter und sein Henker - Friedrich Dürrenmatt, 1952)
- De onzichtbare verzameling: een kleine gebeurtenis uit de Duitse inflatie (1990) (Die unsichtbare Sammlung - Stefan Zweig, 1927)
- Rainer Maria Rilke (1990) (Rainer Maria Rilke: Leben und Werk - Wolfgang Leppmann, 1981)
- Schaaknovelle en andere verhalen (1992) (Schachnovelle - Stefan Zweig, 1942)
- Brieven aan Benvenuta (Briefwechsel mit Benvenuta - Rainer Maria Rilke)

## Eigen teksten
- Theodor Duquesnoy, ‘'s Heren wegen zijn ondoorgrondelijk’ In: De Gids. Jaargang 151 (1988)
- Theodor Duquesnoy, ‘Kinderverdriet’ In: De Gids. Jaargang 155 (1992)
- G. van Benthem van den Bergh, Theodor Duquesnoy en Nan van Houte, ‘Het gesprek Met Hans Croiset, Jan Joris Lamers en Gerardjan Rijnders’ In: De Gids. Jaargang 155 (1992)
- Theodor Duquesnoy, ‘Duits’ In: De Gids. Jaargang 155 (1992)
- Theodor Duquesnoy, ‘Rectificatie’ In: De Gids. Jaargang 155 (1992)
- Theodor Duquesnoy, ‘Het prijskaartje’ In: De Gids. Jaargang 156 (1993)
- Theodor Duquesnoy, ‘Ten geleide’ In: De Gids. Jaargang 156 (1993)